# Eres todo
"Eres Todo" é uma canção interpretada pela atriz e cantora mexicana Lucero. Foi lançada como o quarto single do álbum Indispensable, lançado em 7 de Junho de 2011 pela Siente Music.

## Informações
"Eres Todo" é uma balada romântica que foi escrita pela própria Lucero em parceria com Talita Real e Ender Thomas, e que de acordo com a artista, é uma canção com a qual se identifica  bastante, além de ter sido dedicado ao seu então esposo Manuel Mijares. Além disso, a canção expressa declarações de amor de uma moça ao seu parceiro, e tudo o que ela está vivendo ao lado dele.

## Lançamentos
A canção foi lançada em download digital pelo iTunes em 31 de Agosto de 2010, e em 4 de Setembro, foi tocado durante o programa de rádio da artista, ¡Qué onda, Lucero?. A canção foi lançada incluída no álbum Indispensable em 21 de Setembro.

## Formato e duração
- Download digital[5]

1. "Eres Todo" – 3:37

## Charts´
| Chart (2010)                         | Posição |
| ------------------------------------ | ------- |
| Billboard Mexico Airplay             | 50      |
| Billboard Mexico Pop Español Airplay | 21      |

## Histórico de lançamentos
| País   | Data               | Formato          | Gravadora    | Ref.  |
| ------ | ------------------ | ---------------- | ------------ | ----- |
| México | 7 de Junho de 2011 | Download digital | Siente Music | [ 1 ] |